# Świadkowie Jehowy w Botswanie
Świadkowie Jehowy w Botswanie – społeczność wyznaniowa w Botswanie, należąca do ogólnoświatowej wspólnoty Świadków Jehowy, licząca w 2023 roku 2391 głosicieli, należących do 42 zborów i dwóch grup na oddaleniu. Na dorocznej uroczystości Wieczerzy Pańskiej w 2023 roku zgromadziło się 6115 osób. Działalność miejscowych głosicieli koordynuje południowoafrykańskie Biuro Oddziału.

## Historia
W 1925 roku głosiciele z Afryki Południowej dotarli na teren Botswany, aby prowadzić działalność kaznodziejską. W roku 1941 władze nałożyły ograniczenia na działalność i rozpowszechnianie literatury Świadków Jehowy
W 1956 roku liczba głosicieli wynosiła 154 osoby. W roku 1959 zniesiono ograniczenia prawne dla 192 działających wówczas głosicieli.
W 1972 roku do większych miast sprowadzili się współwyznawcy z Kenii, RPA oraz z Wielkiej Brytanii, aby pomóc w działalności kaznodziejskiej. W tym samym roku władze państwowe wprowadziły zakaz działalności Świadków Jehowy. 20 lutego 1974 roku zostali oficjalnie zarejestrowani jako organizacja religijna. W 1975 roku przyjechali pierwsi misjonarze Biblijnej Szkoły Strażnicy – Gilead (kolejni przybyli w roku 1990, 1993, 2010). W 1979 roku osiągnięto liczbę 571 Świadków Jehowy.
W 1992 roku w głoszeniu uczestniczyło 777 osób. W 2007 roku liczba głosicieli wynosiła 1719 osób, a na uroczystości Wieczerzy Pańskiej zebrało się 5199 osób. W 1996 roku wydano Chrześcijańskie Pisma Greckie w Przekładzie Nowego Świata (Nowy Testament) w języku tswana.
We wrześniu 2008 roku na kongresie pod hasłem „Kierowani duchem Bożym” na stołecznym Stadionie Narodowym zebrało się około 3000 osób.
W 2011 roku w Botswanie działało 1992 głosicieli, a na Pamiątce zebrało się 6208 osób. Rok później osiągnięto liczbę 2121 głosicieli, a w 2014 roku – 2216.
W dniach od 22 do 28 sierpnia 2016 roku na targach konsumenckich udostępniono ponad 10 000 publikacji biblijnych. Prezentowano również filmy animowane przeznaczone dla dzieci „Zostań przyjacielem Jehowy” w języku tswana. Dyrekcja targów po ocenie stoisk przyznała Świadkom Jehowy pierwsze miejsce. W 2021 roku osiągnięto liczbę 2396 głosicieli, a na uroczystości Wieczerzy Pańskiej zgromadziły się 	
6952 osoby.
Zebrania zborowe odbywają się w botswańskim języku migowym, języku angielskim, kalanga (Botswana), tswana i szona, a kongresy w języku angielskim oraz tswana.